# TC Moers 08
Der Tennisclub Moers 08 e. V. ist ein 1908 gegründeter Tennisverein aus Moers, dessen erste Damenmannschaft in der Damen-Bundesliga vertreten war und 2004 deutscher Mannschaftsmeister wurde.

## Geschichte
Am 24. Juli 1908 wurde der TC Moers 08 unter dem Namen Lawn-Tennisclub Mörs von 47 Moerser Bürgern gegründet, der am 20. August 1908 offiziell in das Vereinsregister des Königlichen Amtsgerichts Moers eingetragen wurde. Mit der privaten Bereitstellung eines Grundstücks durch eine Moerser Familie konnte schon gegen Ende des 19. Jahrhunderts im Stadtpark der erste Tennisplatz in Moers gebaut werden, den einige Familien als Tennisgesellschaft nutzten.
Mit einem einzigen Platz an einem neuen Standort im Stadtpark begannen die Geschichte des Tennisclubs. Nach dem Ersten Weltkrieg und der Weltwirtschaftskrise erhielt der Club 1927 sein für lange Zeit letztes Domizil im Stadtpark auf einem Gelände, das in Gemeinschaft mit dem Hockeyclub Moers und dem MTV Moers vier Tennisplätze vorweisen konnte. Gleichzeitig wurde der Vereinsname durch Satzungsänderung dem Zeitgeist angepasst in Tennisclub Moers 08.
Nach dem Zweiten Weltkrieg wurde die in den Kriegsjahren zerstörte Anlage 1949 wieder eröffnet. 1993 musste der Tennisclub aus dem Stadtpark umziehen auf ein neu installiertes Tennisgelände an der Filder Straße, ausgestattet mit sieben Freiplätzen und einem großzügigen Clubhaus.

## Damenabteilung
Im Jahr 1997 gab der Verein die Verantwortung für den professionellen und damit bezahlten Sport an die Firma HSME unter Führung des früheren Sportwarts Stefan Hofmann ab, als die erste Damenmannschaft in der 1. Verbandsliga spielte. 2000 stieg das Team in die 2. Bundesliga, 2002 in die 1. Bundesliga auf. Zwei Jahre später wurde sie überraschend und ungeschlagen Deutscher Mannschaftsmeister. Im Jubiläumsjahr 2008 belegte das Team hinter Benrath und Karlsruhe den dritten Platz. Die bekanntesten Spielerinnen der erfolgreichen Jahre waren unter anderem die Polin Agnieszka Radwańska sowie die deutschen Spitzenspielerinnen Angelique Kerber und Julia Görges. Bis 2016 spielten die Moerserinnen ununterbrochen in der Bundesliga (zum Teil mit Sponsorennamen: 2002–2013 TC ZWS Moers 08, 2016: TC DD Daumann Moers 08). 2017 wurde der angepeilte Wiederaufstieg deutlich verpasst. Aus gesundheitlichen Gründen musste der langjährige Manager Hofmann im Laufe des Jahres jedoch überraschend kürzertreten. Da er die organisatorischen Aufgaben nicht mehr übernehmen konnte, zog sich der Verein aus dem Profitennis zurück, obwohl 2018 eigentlich ein neuer Anlauf auf die Bundesliga gestartet werden sollte.

### Meisterschaftskader
Deutscher Meister 2004
1. Marlene Weingärtner
2. Anca Barna
3. Ľudmila Cervanová
4. Els Callens
5. Tathiana Garbin
6. Lubomira Bacheva
7. Adriana Barna
8. Angelika Roesch
9. Kirsten Flipkens
10. Marielle Hoogland
11. Michelle Gerards
12. Linda Sentis
13. Karina Karner

### Bekannte ehemalige Spielerinnen
| - Agnieszka Radwańska - Angelique Kerber - Julia Görges - Barbara Schett - Yvonne Meusburger - Els Callens | - Kaia Kanepi - Marlene Weingärtner - Kirsten Flipkens - Michaëlla Krajicek - Angelika Roesch - Ľudmila Cervanová | - Sandra Klösel - Tathiana Garbin - Peng Shuai - Ágnes Szávay - Angelika Bachmann - Anca Barna |